# Colle della Trinità
Il colle della Trinità è un'area boschiva, con tipica macchia mediterranea, costituita da una grande quantità di specie arboree. Sorge sulla sommità del Monte Malbe, a circa 10 km ad ovest di Perugia. 
Il Parco del Colle della Trinità è stato oggetto di numerosi rimboschimenti, come testimoniano le varie specie di conifere utilizzate allo scopo. In questa zona è praticata la raccolta degli asparagi e dei funghi, nonché del tartufo nero.
Sul colle, e su tutto il Monte Malbe, sono presenti cinghiali, lepri, volpi, istrici, faine, ricci, scoiattoli ed alcuni rapaci.